# Ludwika Karolina Radziwiłł
Principessa Ludwika Karolina Radziwiłł (Königsberg, 27 febbraio 1667 – Brzeg, 25 marzo 1695) era l'unica figlia del principe Bogusław Radziwiłł e fu per matrimonio principessa Palatina e Contessa Palatina di Neuberg.

## Biografia
Fu l'ultimo membro della linea primogenito della famiglia Radziwiłł, apparteneva inoltre a un ramo calvinista della famiglia, e discendente dei Gediminidi e Jagelloni. Ludwika Karolina ha ereditato Dubingiai, Slutsk e molte altre terre da suo padre, il principe Bogusław Radziwiłł. Sua madre, la principessa Anna Maria Radziwiłł, era un'ereditiera a sé stante e portò molte ricchezze tra cui i ducati di Kėdainiai e Biržai. La morte di Ludwika Karolina Radziwiłł segna la fine della linea di famiglia Biržai-Dubingiai Radziwiłł. Fu l'ultima Radziwiłł a possedere il Castello di Biržai e il Castello di Dubingiai con le loro terre. 
Suo padre era il figlio di Janusz Radziwill e di Elisabetta Sofia di Brandeburgo, e insieme al cugino (e futuro suocero) Janusz Radziwiłł recitò un ruolo drammatico e traditore nel Diluvio. Dopo la ritirata svedese e la rinascita polacca, Bogusław Radziwiłł scelse l'esilio nel Brandeburgo, con la famiglia. Sua madre, Anna Maria Radziwiłł, era l'unica figlia ed erede di Janusz Radziwiłł e morì poco dopo averla data alla luce. Bogusław morì meno di due anni dopo. La sua custodia fu affidata al cugino di suo padre Federico Guglielmo, elettore di Brandeburgo.
Ludwika Karolina passò la maggior parte della sua vita a Berlino e a Königsberg. Con suo padre, fondò la prima stamperia di libri in lingua lituana, supportando l'educazione scolastica calvinista. Il padre inoltre si stabilì a Francoforte sul Meno presso la facoltà universitaria di teologia, facendo stampare le opere del teologo Mazvydas nella sua stamperia.

## Matrimoni

### Primo Matrimonio
Sposò, il 7 gennaio 1681 al Castello di Königsberg, Luigi di Brandeburgo, figlio dell'Elettore Federico Guglielmo di Brandeburgo; non ebbero però figli. Con questo matrimonio le signorie di Serrey e Tauroggen in Lituania passarono agli elettori del Brandeburgo della Casa di Hohenzollern nonostante le proteste di Giovanni Sobieski come re di Polonia.

### Secondo Matrimonio
Sposò, il 10 agosto 1688 a Berlino, Carlo III Filippo del Palatinato. La coppia ebbe quattro figli:
- Leopoldina Eleonora Giuseppina (27 dicembre 1689-8 marzo 1693)
- Maria Anna (7 dicembre 1690-1692)
- Elisabetta Augusta Sofia (17 marzo 1693-30 gennaio 1728)
- un figlio (nato e morto il 22 marzo 1695)

Dopo il suo secondo matrimonio, l'Elettore Palatino reclamò anche le due proprietà nel diritto di sua moglie. La disputa non fu risolta fino a quando nel 1741 fu firmato un compromesso, con il quale gli Hohenzollern mantennero le terre in questione ma riconobbero i diritti del conte Palatino Carlo Teodoro di Baviera per succedere al trono del Palatinato quando la sua linea si sarebbe estinta.

## Ascendenza
|                                    |                         |                                                        | Genitori                                            |  |  | Nonni |  |  | Bisnonni                       |  |  | Trisnonni             |  |
|                                    |                         |                                                        |                                                     |  |  |       |  |  | 8. Krzysztof Mikołaj Radziwiłł |  |  | 16. Mikołaj Radziwiłł |  |
|                                    |                         |                                                        |                                                     |  |  |       |  |  | 8. Krzysztof Mikołaj Radziwiłł |  |  | 16. Mikołaj Radziwiłł |  |
|                                    |                         | 17. Katarzyna Tomicka                                  |                                                     |  |  |       |  |  | 8. Krzysztof Mikołaj Radziwiłł |  |  |                       |  |
| 4. Janusz Radziwiłł                |                         |                                                        |                                                     |  |  |       |  |  | 8. Krzysztof Mikołaj Radziwiłł |  |  |                       |  |
|                                    |                         | 9. Katarzyna Ostrogska                                 | 18. Konstanty Wasyl Ostrogski                       |  |  |       |  |  |                                |  |  |                       |  |
|                                    |                         | 9. Katarzyna Ostrogska                                 | 18. Konstanty Wasyl Ostrogski                       |  |  |       |  |  |                                |  |  |                       |  |
|                                    |                         | 9. Katarzyna Ostrogska                                 | 19. Zofia Tarnowska                                 |  |  |       |  |  |                                |  |  |                       |  |
| 2. Bogusław Radziwiłł              |                         | 9. Katarzyna Ostrogska                                 |                                                     |  |  |       |  |  |                                |  |  |                       |  |
|                                    |                         | 10. Giovanni Giorgio, principe elettore di Brandeburgo | 20. Gioacchino II, principe elettore di Brandeburgo |  |  |       |  |  |                                |  |  |                       |  |
|                                    |                         | 10. Giovanni Giorgio, principe elettore di Brandeburgo | 20. Gioacchino II, principe elettore di Brandeburgo |  |  |       |  |  |                                |  |  |                       |  |
|                                    |                         | 10. Giovanni Giorgio, principe elettore di Brandeburgo | 21. Maddalena di Sassonia                           |  |  |       |  |  |                                |  |  |                       |  |
| 5. Elisabetta Sofia di Brandeburgo |                         | 10. Giovanni Giorgio, principe elettore di Brandeburgo |                                                     |  |  |       |  |  |                                |  |  |                       |  |
|                                    |                         | 11. Elisabetta di Anhalt-Zerbst                        | 22. Gioacchino Ernesto, principe di Anhalt          |  |  |       |  |  |                                |  |  |                       |  |
|                                    |                         | 11. Elisabetta di Anhalt-Zerbst                        | 22. Gioacchino Ernesto, principe di Anhalt          |  |  |       |  |  |                                |  |  |                       |  |
|                                    |                         | 11. Elisabetta di Anhalt-Zerbst                        | 23. Agnese di Barby-Mühlingen                       |  |  |       |  |  |                                |  |  |                       |  |
| 1. Ludwika Karolina Radziwiłł      |                         | 11. Elisabetta di Anhalt-Zerbst                        |                                                     |  |  |       |  |  |                                |  |  |                       |  |
|                                    | 12. Krzysztof Radziwiłł | 24. Krzysztof Mikołaj Radziwiłł (= 8)                  |                                                     |  |  |       |  |  |                                |  |  |                       |  |
|                                    | 12. Krzysztof Radziwiłł | 24. Krzysztof Mikołaj Radziwiłł (= 8)                  |                                                     |  |  |       |  |  |                                |  |  |                       |  |
|                                    | 12. Krzysztof Radziwiłł | 25. Katarzyna Tęczyńska                                |                                                     |  |  |       |  |  |                                |  |  |                       |  |
| 6. Janusz Radziwiłł                | 12. Krzysztof Radziwiłł |                                                        |                                                     |  |  |       |  |  |                                |  |  |                       |  |
|                                    |                         | 13. Anna Kiszka                                        | 26. Jan Kiszka                                      |  |  |       |  |  |                                |  |  |                       |  |
|                                    |                         | 13. Anna Kiszka                                        | 26. Jan Kiszka                                      |  |  |       |  |  |                                |  |  |                       |  |
|                                    |                         | 13. Anna Kiszka                                        | 27. Elżbieta Sapieha                                |  |  |       |  |  |                                |  |  |                       |  |
| 2. Anna Maria Radziwiłł            |                         | 13. Anna Kiszka                                        |                                                     |  |  |       |  |  |                                |  |  |                       |  |
|                                    |                         | 14. Stefan Potocki                                     | 28. Mikołaj Potocki                                 |  |  |       |  |  |                                |  |  |                       |  |
|                                    |                         | 14. Stefan Potocki                                     | 28. Mikołaj Potocki                                 |  |  |       |  |  |                                |  |  |                       |  |
|                                    |                         | 14. Stefan Potocki                                     | 29. Anna Czermińska                                 |  |  |       |  |  |                                |  |  |                       |  |
| 7. Katarzyna Potocka               |                         | 14. Stefan Potocki                                     |                                                     |  |  |       |  |  |                                |  |  |                       |  |
|                                    |                         | 15. Mariya Movilă                                      | 30. Ieremia Movilă                                  |  |  |       |  |  |                                |  |  |                       |  |
|                                    |                         | 15. Mariya Movilă                                      | 30. Ieremia Movilă                                  |  |  |       |  |  |                                |  |  |                       |  |
|                                    |                         | 15. Mariya Movilă                                      | 31. Erzsébet Csomortány                             |  |  |       |  |  |                                |  |  |                       |  |
|                                    |                         | 15. Mariya Movilă                                      |                                                     |  |  |       |  |  |                                |  |  |                       |  |